# Postępowanie cywilne w II Rzeczypospolitej
Postępowanie cywilne w II RP – ogólna nazwa na określenie postępowania w sprawach cywilnych obejmującego w tym czasie postępowanie sporne (procesowe), postępowanie egzekucyjne, postępowanie niesporne oraz postępowaniu upadłościowe. Zwane było również procesem cywilnym w znaczeniu szerokim. 
Początkowo było regulowane przez ustawy zaborcze: niemiecką z 1877 roku, austriacką z 1898 roku i rosyjską z 1864 roku z uwzględnieniem zmian wprowadzonych wydanymi przez Tymczasową Radę Stanu Królestwa Polskiego przepisami tymczasowymi do ustawy postępowania cywilnego.  
Od 1 stycznia 1933 postępowanie sporne oraz egzekucyjne regulowane było przez rozporządzenie Prezydenta Rzeczypospolitej z dnia 29 listopada 1930 r. - Kodeks postępowania cywilnego. Początkowo kodeks nie obejmował regulacji z zakresu postępowania egzekucyjnego, które poprzez scalenie kodeksu z rozporządzeniem Prezydenta Rzeczypospolitej z dnia 27 października 1932 r. - Prawo o sądowem postępowaniu egzekucyjnem włączone zostały do niego dopiero w dniu 1 grudnia 1932 r., a więc jeszcze przed datą wejścia w życie całości kodeksu. W odróżnieniu od obecnego Kodeksu postępowania cywilnego, kodeks z 1930 r. nie zawierał jednak przepisów dotyczących postępowań nieprocesowych (zwanych w tamtym czasie postępowaniami w sprawach niespornych), w zakresie których pozostawiono w mocy ustawy obowiązujące w dniu wejścia w życie kodeksu.  
Od 1 stycznia 1935 r. postępowanie upadłościowe regulowane było przez rozporządzenie Prezydenta Rzeczypospolitej z dnia 24 października 1934 r. - Prawo upadłościowe. Był to najdłużej obowiązujący z podstawowych aktów regulujących postępowanie w szeroko pojętych sprawa cywilnych wydanych w II Rzeczypospolitej oraz jedyny, który obowiązywał jeszcze w XXI wieku i został uchylony dopiero z dniem 1 października 2003 r. W dniu 1 stycznia 1935 r. weszło w życie również rozporządzenie Prezydenta Rzeczypospolitej z dnia 24 października 1934 r. - Prawo o postępowaniu układowem, które również zostało uchylone dopiero z dniem 1 października 2003 r.

## Postępowanie sporne
Postępowanie sporne uregulowane było w części pierwszej o takim samym tytule zawartej w kodeksie postępowania cywilnego z 1930 r. Oznaczenie części zostało dodane dopiero po włączeniu przepisów o postępowaniu egzekucyjnym, gdyż wcześniej kodeks regulował wyłącznie postępowanie sporne.

### Naczelne zasady postępowania spornego
- Dyspozycyjność - polegała na wyposażeniu stron w prawo swobodnego rozporządzania swymi roszczeniami, dochodzonymi w procesie cywilnym;
- Równouprawnienie stron
- Formalizm procesowy
- Kierownictwo sędziowskie
- Kontradyktoryjność
- Bezpośredniość
- Koncentracja materiału procesowego
- Publiczność
- Zasada dwóch instancji
- Szybkość
- Taniość[11]